# Nieuwmarkt
Nieuwmarkt è una piazza e un quartiere dello stadsdeel di Amsterdam-Centrum, nella città di Amsterdam.
In questo quartiere risiede una forte minoranza cinese, tanto che dal 2005 i segnali in questo quartiere sono scritti sia in olandese, sia in cinese.
In questo quartiere si svolgono mercatini di antiquariato, di cibi biologici e di molti altri prodotti. 
L'edificio più noto del quartiere è la Waag ed è presente anche una stazione della metropolitana. 

## Galleria d'immagini

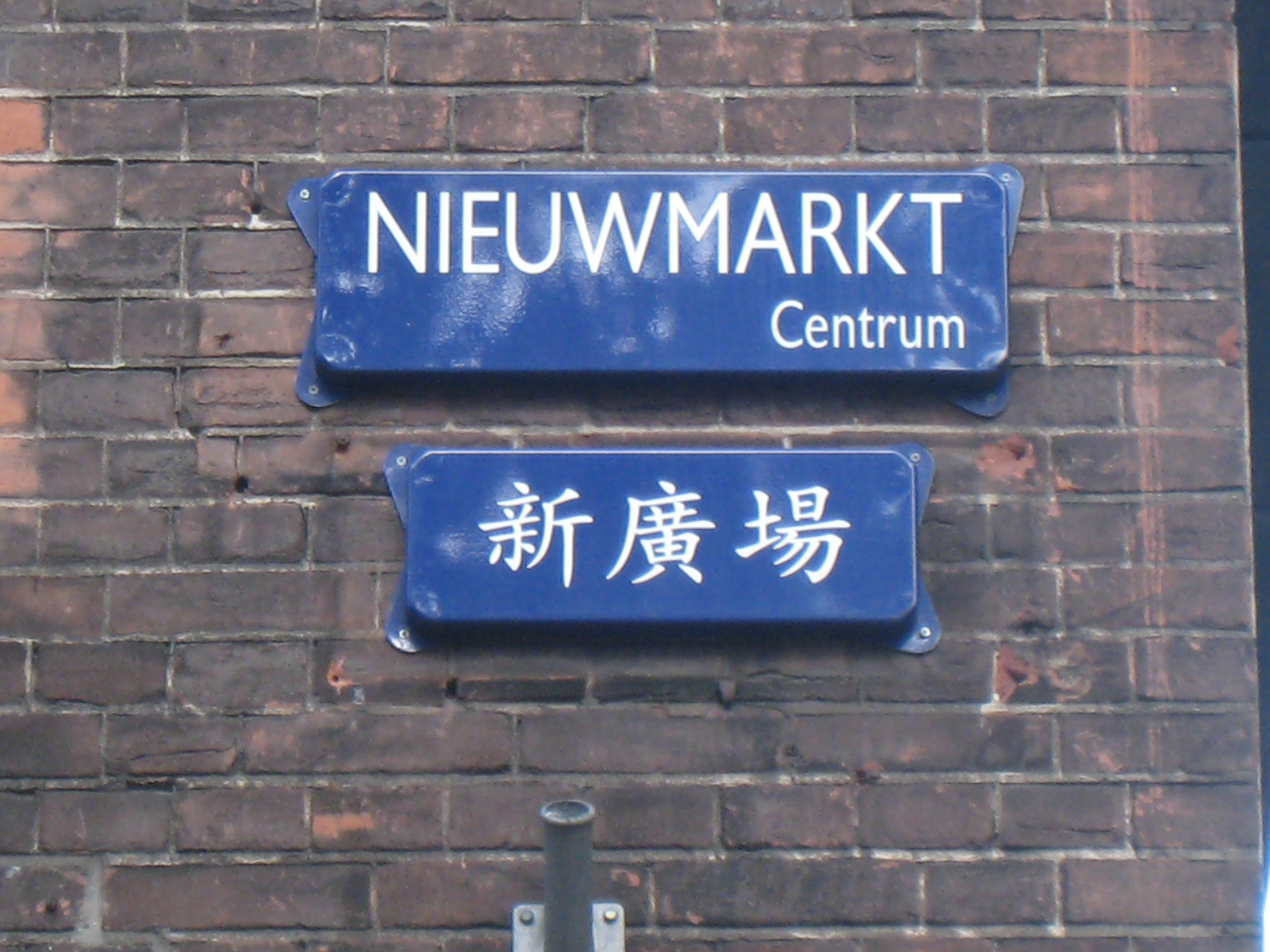
La segnaletica bilingue
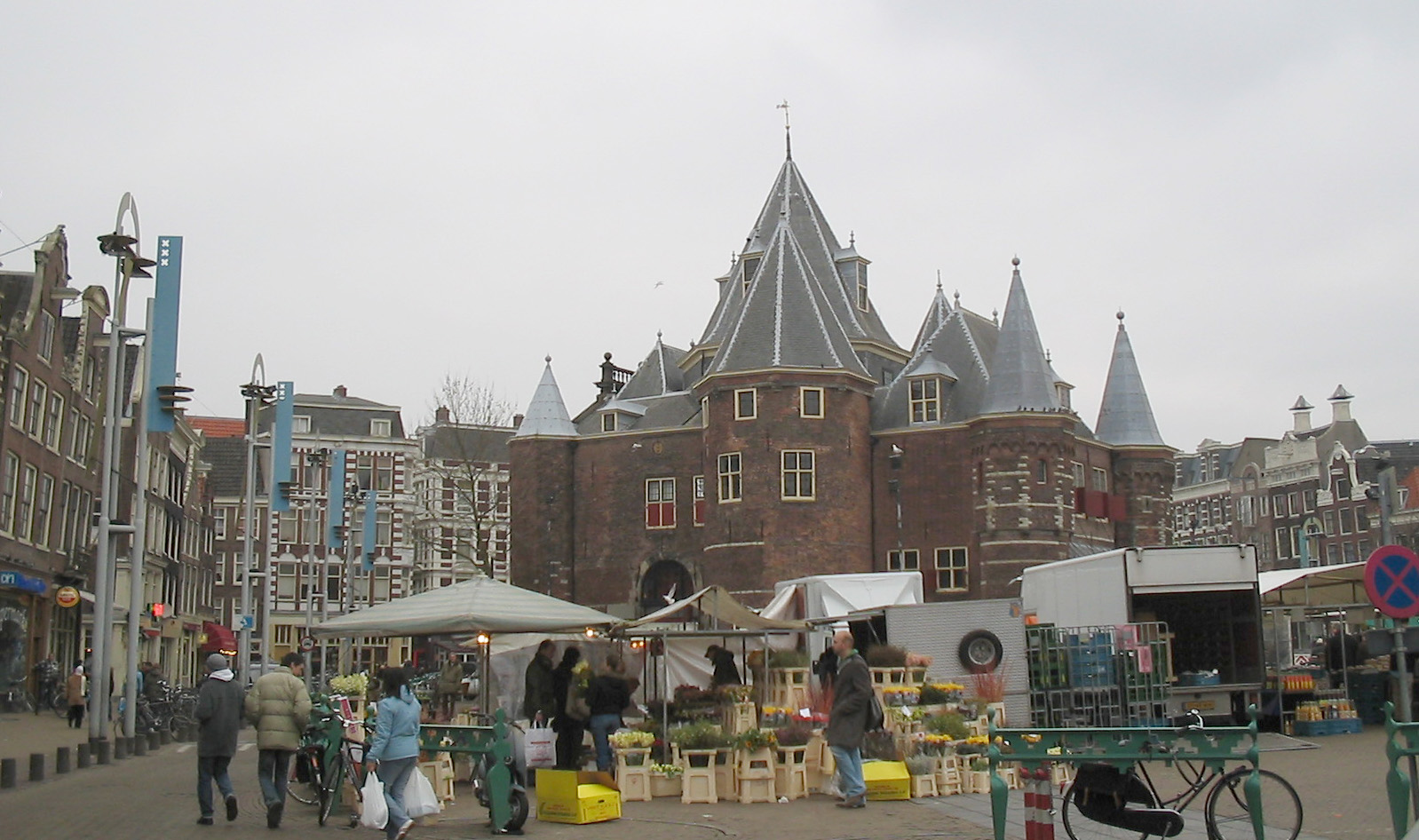
Un mercatino.
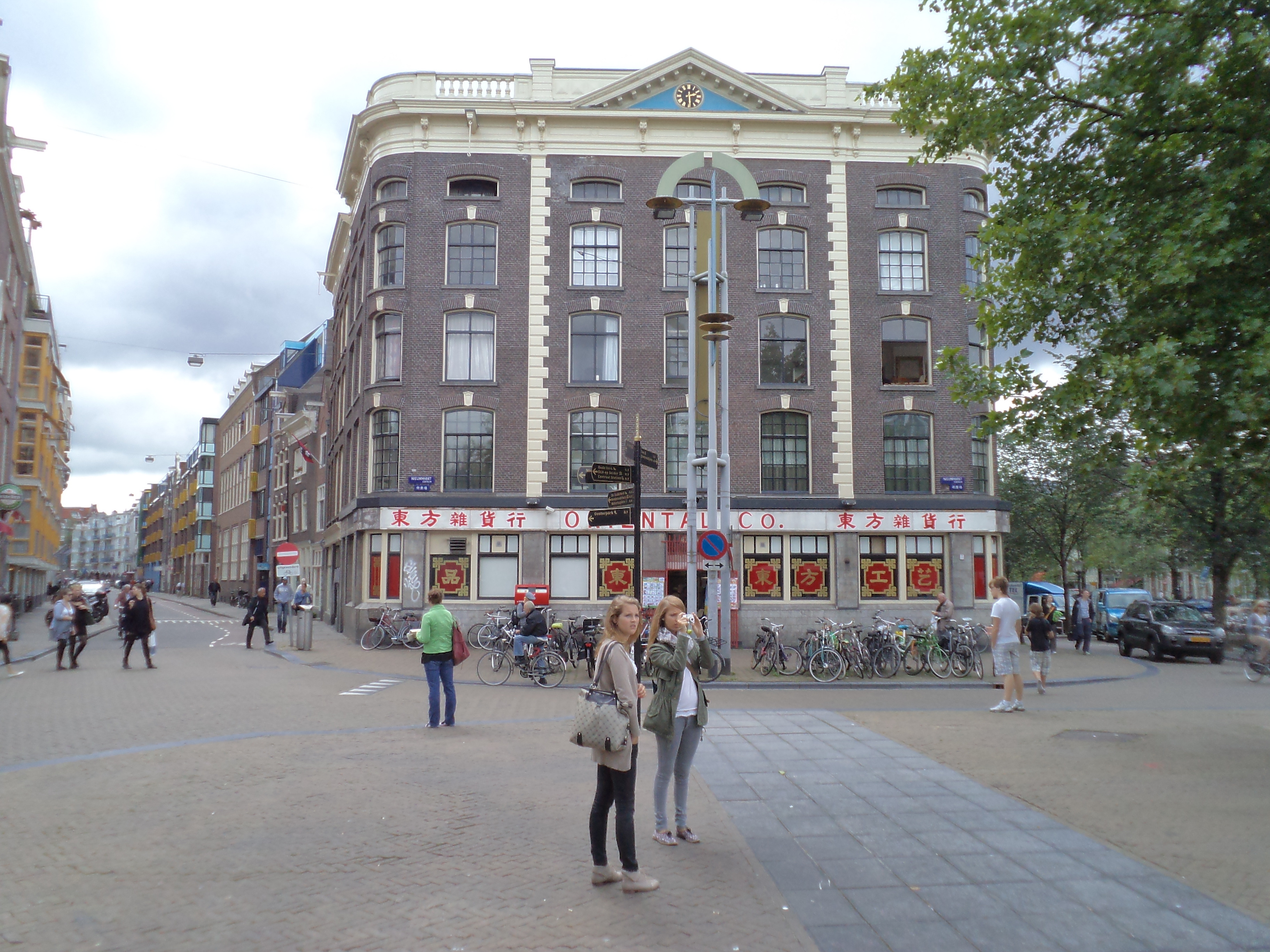
Un negozio cinese in Nieuwmarkt.